# Rabenstein (Dresden)

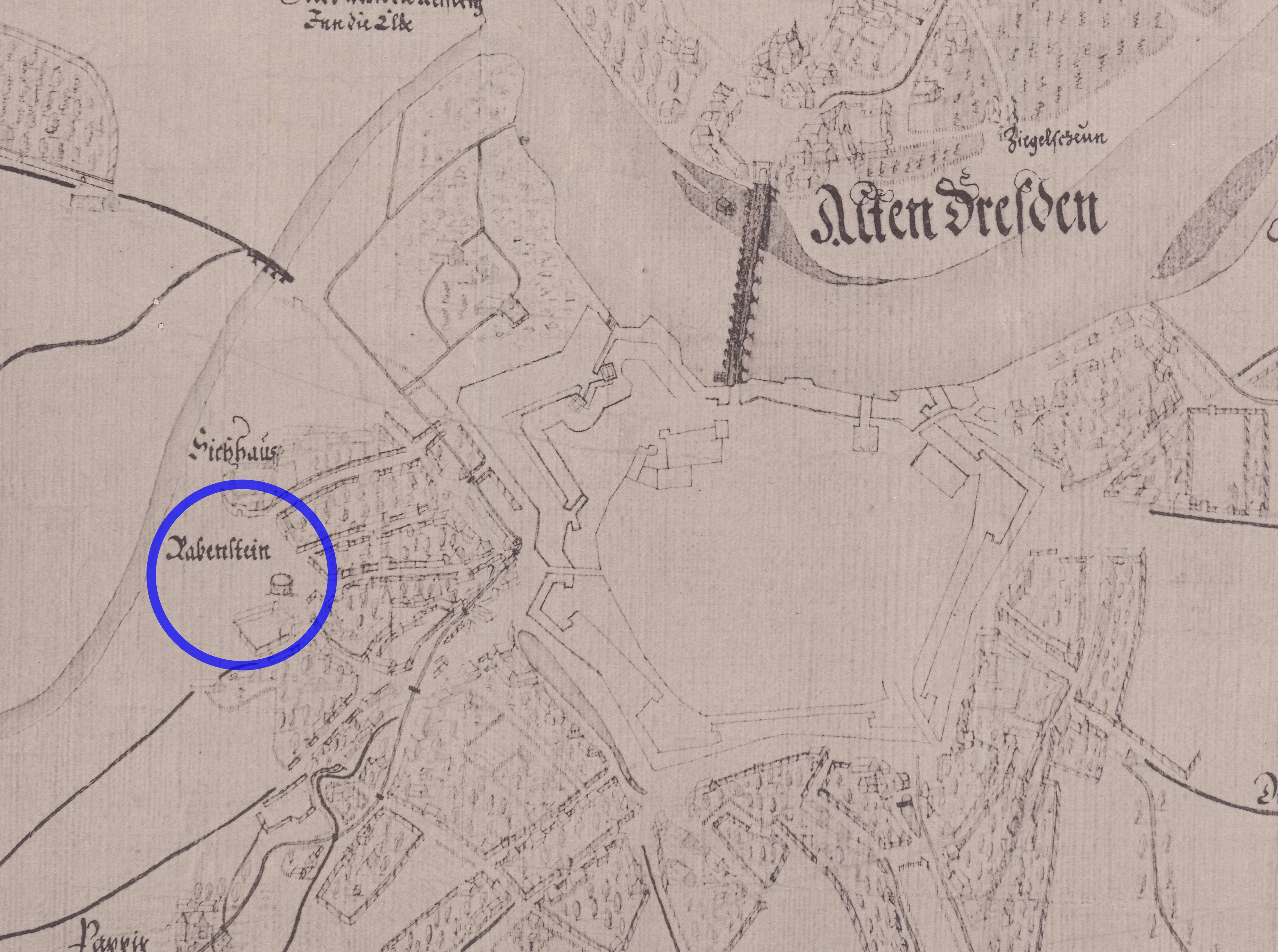
Auszug aus Plan der Umgegend von Dresden um das Jahr 1575 mit dem hervorgehobenen Rabenstein westlich der Stadtmauer

Der Rabenstein war ein Richtplatz vor dem Wilsdruffer Tor von Dresden, der eine bedeutende Rolle in der Strafjustiz des Mittelalters und der frühen Neuzeit hatte. Er befand sich in der Gerbergemeinde im Bereich der heutigen Alfred-Althus-Straße in der Wilsdruffer Vorstadt. Er bestand aus einem mannshohen, gemauerten Podest, auf das eine kleine Treppe führte. Im Zentrum dieses Podests befand sich seit mindestens 1409 ein Galgen, der als Hinrichtungsstätte diente.
Der Name Rabenstein leitet sich historisch von einer speziellen Form des Richtplatzes ab. Laut dem Grammatisch-kritischen Wörterbuch der Hochdeutschen Mundart von Johann Christoph Adelung beschreibt der Begriff „Rabenstein“ ursprünglich eine erhöhte Plattform, die mit Steinen gepflastert oder gemauert war und als Hinrichtungsstätte diente. Auf diesen Podesten wurden oft Galgen errichtet, die zur Vollstreckung von Todesurteilen verwendet wurden. Die Bezeichnung rührt daher, dass Raben und andere Aasvögel häufig um solche Orte kreisten, angezogen vom Geruch der Leichen.
Seit dem Mittelalter wurden auf dem Rabenstein Todesurteile vollstreckt. Jede Hinrichtung zog eine große Anzahl von Schaulustigen an. Die öffentlichen Hinrichtungen hatten oft Volksfestcharakter, was die Sensationslust der damaligen Bevölkerung widerspiegelt. Die letzte dokumentierte Hinrichtung auf dem Rabenstein fand im 18. Jahrhundert statt.
Viele Jahre nach der letzten Hinrichtung war der Platz überwuchert und mit Gras bedeckt. Die Region um den ehemaligen Richtplatz lag lange Zeit brach, bis 1736 die ersten Häuser mit der Adresse „Am Rabenstein“ gebaut wurden. Diese Adresse führte jedoch zu Problemen, da die Bewohner aufgrund der negativen Assoziationen mit der ehemaligen Hinrichtungsstätte Nachteile bei der Verwertung ihrer Häuser hatten. Dies führte zu einer Petition an die Stadt, woraufhin der Name geändert wurde. Wie bereits die Stiftsstraße wurde der Platz des Rabensteins in „Stiftsplatz“ umbenannt, zu Ehren der 1740 gegründeten Stiftung des Kaufmanns Johann Georg Ehrlich. Im Jahr 1830 wurde der Rabenstein schließlich abgetragen.

## Bekannte hingerichtete Personen
- Johann von Güllenstein, ein schwedischer Oberstleutnant: Er wurde am 30. Oktober 1724 auf dem Rabenstein durch den Scharfrichter enthauptet.[2] Ihm wurde Menschenraub und Mord vorgeworfen, da er u. a. die Großmutter seiner Tochter erschlagen und den Raub seiner Tochter versucht haben soll.[2]

## Weitere Karten mit historischer Lage des Rabensteins

Plan der Stadt Dresden im Jahre 1740 (Karte mit Südausrichtung), im Osten (hier rechts) der Stadtmauer ist der Rabenstein eingezeichnet.
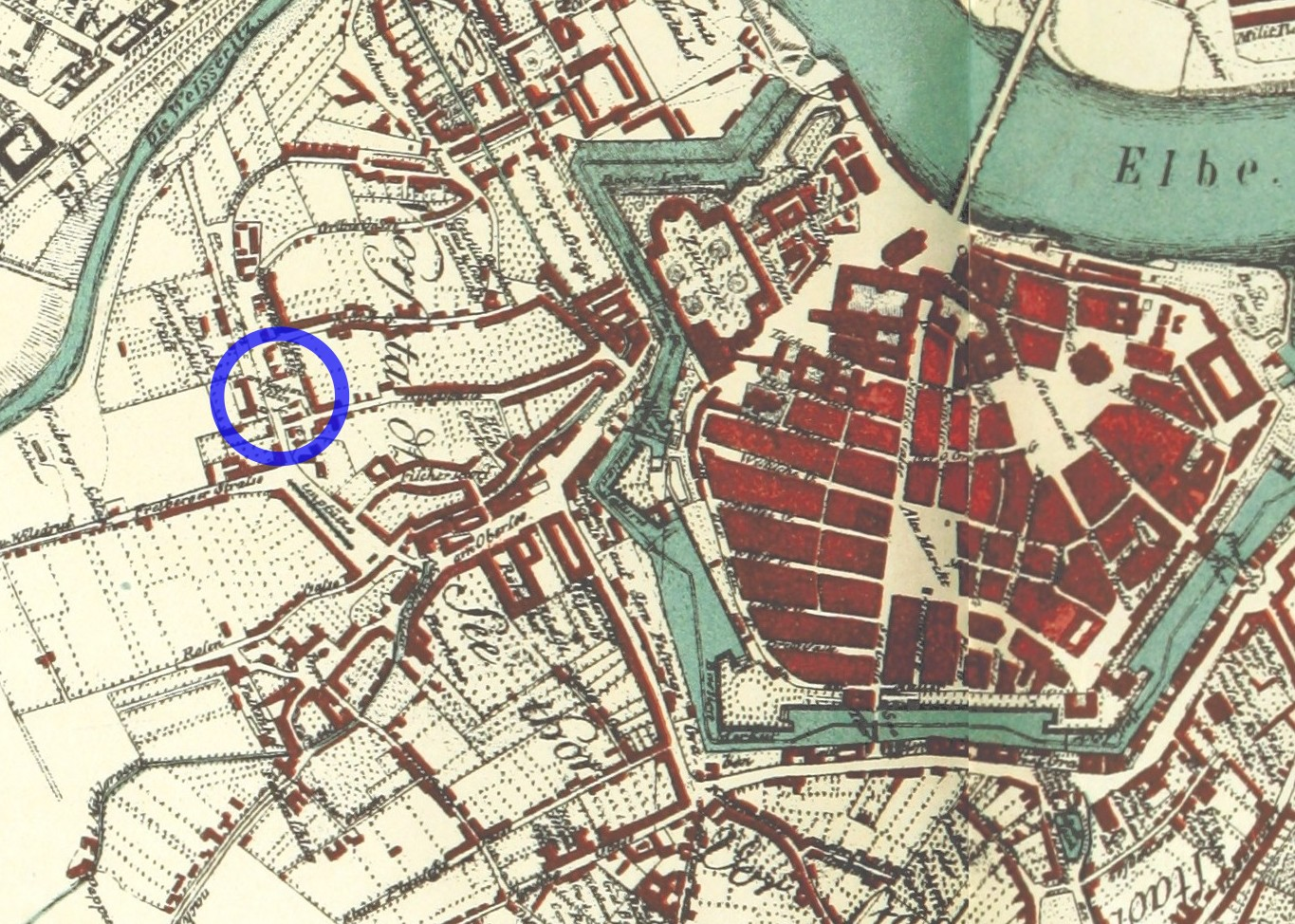
Stadtplan von Dresden, ca. 1750 mit hervorgehobenen Rabenstein.